# Marius Clausen
Marius Rasmus Clausen (* 15. Juni 1882 in Vester Aaby, Dänemark; † 11. September 1954 in Kopenhagen) war ein dänischer Stummfilm-Kameramann.

## Leben und Wirken
Clausen erhielt wohl kurz vor der Jahrhundertwende eine Ausbildung zum Fotografen und übte auch diesen Beruf in den ersten Jahren des 20. Jahrhunderts aus. Noch vor dem Ersten Weltkrieg verpflichtete ihn Dänemarks mächtigste Filmproduktionsgesellschaft, die Nordisk Film Kompagni, als Kameramann. Von 1913 bis 1919 stand Clausen nahezu exklusiv für die Inszenierungen seines Landsmannes Holger-Madsen hinter der Kamera und zeichnete damit auch für das kurz vor Ausbruch des Ersten Weltkriegs entstandene, ambitionierte filmische Friedensplädoyer Die Waffen nieder! bildtechnisch verantwortlich. 
Nach dem Weggang von Holger-Madsen nach Berlin (1921) fand Clausen als Kameramann nur noch wenig Beschäftigung, zumal die dänische Filmwirtschaft nach 1918 aufgrund weggebrochener europäischer Absatzmärkte deutlich weniger Leinwandproduktionen herstellte. Eine Mitwirkung Clausens an deutschen Filmen, wie häufig zu lesen ist, kann nicht festgestellt werden, da er offensichtlich, anders als behauptet, Holger-Madsen nicht nach Berlin gefolgt ist. Stattdessen wurde Clausen sporadisch vom Regie-Veteran August Blom verpflichtet, ehe er Mitte der 1920er Jahre endgültig aus dem Blickfeld der Öffentlichkeit verschwand.

## Filmografie
- 1913: Ballettens Datter
- 1913: Giftslangen
- 1913: Prinsesse Elena
- 1913: Liebelei (Elskovsleg)
- 1914: Der mysteriöse Fremde (Den mystiske Fremmede)
- 1914: Millionærdrengen
- 1914: Der Opiumtraum (Opiumsdrømmen)
- 1914: Die Waffen nieder! (Ned med våbnene)
- 1914: Der Apostel der Armen (Evangeliemandens Liv)
- 1915: Eine Lebenslüge (Børnevennerne)
- 1915: Der Mann und sein Schatten (Det stjaalne Ansigt)
- 1915: Der schwimmende Vulkan (I Livets Brænding)
- 1915: Prinz im Exil (Manden uden Fremtid)
- 1916: Den frelsende Film
- 1916: Guldets Gift
- 1916: Spiritisten
- 1916: Das zweite Ich (Lykken)
- 1916: Der Flammentanz (Lydia)
- 1917: Pax aeterna (Den evige fred)
- 1917: Fange Nr. 113
- 1917: Hittebarnet
- 1917: Krigens Fjende
- 1917: Nattens Mysterium
- 1918: Krig og Kærlighed
- 1918: Præstens Datter
- 1918: Testamentets Hemmelighed
- 1919: Den Æreløse
- 1919: Der Kriegsgewinnler (Krigsmillionæren)
- 1919: Lykkelandet
- 1919: Das Gaukelspiel des Glücks (Lykkens Blændværk)
- 1920: Blind Passager
- 1920: Der Liebling der Götter (Gudernes Yndling)
- 1921: Det Største i Verden
- 1922: Hans gode Genius
- 1925: Hendes Naade, dragonen
- 1926: Danmarksfilmen (Dokumentarfilm)